# Dessau-Roßlau
Dessau-Roßlau, ou, na sua formas portuguesas, Dessávia-Roßlau ou Dessávia-Rosslau, é uma cidade independente da Alemanha, localizada no estado de Saxônia-Anhalt.
Depois de uma reforma dos distritos em Saxônia-Anhalt (em alemão: Kreisreform Sachsen-Anhalt 2007) que entrou em vigor em 1 de julho de 2007, as cidades Dessau e Roßlau foram dissolvidas e juntados à nova cidade Dessau-Roßlau.
A cidade abrange o Bauhaus Dessau, um complexo de edifícios no estilo de Bauhaus, e partes da paisagem cultural Reino dos Jardins de Dessau-Wörlitz (em alemão Dessau-Wörlitzer Gartenreich), um conjunto de parques e palácios. Ambos são listados no Património mundial da UNESCO.